# Joachim Löw
Joachim Löw (født 3. februar 1960) var træner for det tyske fodboldlandshold fra 2006 til 2021.
Löws karriere som spiller førte ham til flere forskellige klubber, men størst succes havde han i SC Freiburg, hvor han spillede i tre omgange. Også som træner har han været en del omkring, blandt andet to gange i Tyrkiet. Det var i almindelighed en stor overraskelse, da Jürgen Klinsmann udpegede ham som sin assistent ved tiltrædelsen som tysk landstræner i 2004. Parret havde stor succes under VM i fodbold 2006, hvor det tyske landshold kun akkurat ikke kom i finalen og endte på en tredjeplads.
Da Klinsmann herefter ikke ønskede at forlænge sin kontrakt, blev Löw forfremmet til landstræner. Han fulgte VM-successen op med sølvmedaljer ved EM i fodbold 2008, og kvalificerede også landet til VM i 2010 i Sydafrika, hvor det endte med en tredjeplads.
I 2014 førte Löw landsholdet til guld ved VM i Brasilien.
I marts 2021 offentliggjorde det tyske fodboldforbund, at Löw ville stoppe som landstræner efter EM 2021.